# Schizopodidae
Schizopodidae là một họ bọ cánh cứng trong phân bộ Polyphaga. Ban đầu chúng chỉ được xếp như một phân họ, đến năm 1991 thì được xếp như một họ hoàn chỉnh.

## Các chi
Họ này gồm các chi:
- Dystaxia LeConte, 1866
- †Electrapate Iablokoff-Khnzorian, 1962
- Glyptoscelimorpha Horn, 1893
- †Mesoschizopus Cai et al., 2015[7]
- Schizopus LeConte, 1858